# Сант’Еђидио (Мачерата)
Сант’Еђидио је насеље у Италији у округу Мачерата, региону Марке.
Према процени из 2011. у насељу је живело 717 становника. Насеље се налази на надморској висини од 79 м.